# Thoroughly Modern Millie (musical)
Thoroughly Modern Millie o Millie, una noia moderna és un musical amb música de Jeanine Tesori, lletres de Dick Scanlan i llibret de Richard Morris i Scanlan. Basat en la pel·lícula homònima de 1967. Thoroughly Modern Millie narra la història de Millie Dillmount, una noia d'una ciutat petita, que arriba a Nova York per casar-se per diners i no pas per amor, quelcom modern el 1922, quan les dones tot just començaven a entrar al món laboral. Millie comença a gaudir de l'estil de vida garçonne, però els problemes apareixen quan comença a allotjar-se a un hotel dirigit per la líder d'una xarxa d'esclavatge sexual a la Xina. L'estil del musical és un pastitx còmic.
Després de les proves al teatre La Jolla Playhouse de San Diego l'octubre del 2000, va estrenar-se a Broadway l'abril del 2002. Va guanyar sis Premis Tony l'any 2000, incloent-hi el Millor Musical. Per mor de l'èxit de la producció de Broadway, va obtenir una gira pels Estats Units i una producció al West End estrenada el 2003, seguida per una gira pel Regne Unit el 2005. El musical ha esdevingut popular per a les produccions escolars.

## Sinopsi
I Acte
És 1922, i Millie Dillmount tot just acaba d'arribar a Nova York des de Salina un poble de l'estat de Kansas, decidida a assolir l'èxit, trenca el bitllet de tornada. («Not For the Life of Me»). Es talla el cabell, pren el look modern d'una «flapper» («Thoroughly Modern Millie»). Però ben aviat li roben pels carrers de Nova York, perdent el barret, la bufanda, la bossa i les sabates. Demanant que algú l'ajudi, ensopega amb Jimmy Smith, un jove galant i despreocupat que es mou per la vida amb enginy i capricis, i ben aviat veu en ella algú que ha de tornar a casa: no deixa de seu una altra noia plena d'esperances però que no pertany a la gran ciutat. Tot i que gairebé segueix el seu consell, Millie canvia d'opinió i li crida «Qui necessita un barret? Qui necessita una bossa? I qui el necessita a vostè, míster qui-sigueu??'!», i agafa una habitació a l'Hotel Priscilla per Noies Solteres («Not for the Life of Me»).
Una setmana després, Millie s'enfronta amb la propietària de l'hotel, la misteriosa i sinistre Mrs. Meers, una actriu que es tornà dolenta i que fa negoci d'esclaves blanques cap a Hong Kong. Segresta noies bufones orfes i les embarca cap a l'Orient. Mrs. Meers diu a Millie que té dos minuts per fer les maletes, o trobarà les seves coses al carrer!. Però Millie es troba amb la rica Miss Dorothy, que vol saber com viuen els pobres, i intenta llogar una cambra a l'Hotel Priscilla. Desafortunadament no hi ha cambres lliures. Quan Mrs. Meers suggereix que Dorothy vagi a viure amb alguna família per una temporada, ella li confessa que és orfe, i així dona la idea a Mrs. Meers de segrestar-la. Així que decideix allotjar-la amb una Millie reacia i paga el lloguer, fins que Millie trobi un cap adequat, ric i solter amb el que casar-se («How the Other Half Lives»). Millie ensenya a Miss Dorothy la seva cambra, però l'ascensor torna a funcionar malament, així que han de ballar claqué perquè funcioni. Ambdues es fan de seguida molt bones amiges.
A la bogaderia de l'Hotel Priscilla, dos immigrants xinesos, Ching Ho i Bun Foo, treballes per a Mrs. Meers per guanyar prou diners per portar la seva mare des de Hong Kong fins a Nova York («Not For the Life Of Me [reprise]»).
Millie va a Sincere Trust a la recerca de feina (i d'un cap solter), i és destinada amb Trevor Graydon III («The Speed Test»). Ràpidament decideix que vol casar-se amb i agafa la feina. Mentrestant, Ching Ho intenta segrestar a Miss Dorothy per a Mrs. Meers amb una poma enverinada, però quan la veu, s'enamora d'ella instantàniament i decideix salvar-la de les urpes de Mrs. Meers («They Don't Know»). Abans que Dorothy mengi la poma, Millie arriba amb la bona notícia que ha trobat feina i un cap amb el que casar-se. Per celebrar l'èxit van a un speakeasy, on es troben amb en Jimmy, però mentre que estan al club té lloc una redada de la policia («The Nuttycracker Suite»). Mentre que esperen a la presó perquè els deixin anar, Jimmy s'adona que s'ha enamorat de Millie («What Do I Need With Love»).
Jimmy convida a Millie a una festa que dona la famosa cantant Muzzy van Hossmere, i ella accepta («Only in New York»). Després de la festa, Millie explica a Jimmy que es casarà amb Trevor. A més li recrimina que sigui un faldiller. Mentre que discuteixen, Jimmy de cop i volta agafa la Millie i es besen, i se'n va corrent. Milly s'adona que està enamorada de Jimmy («Jimmy»). Millie torna a l'hotel per anar-se'n al llit i escolta una conversa entre Miss Dorothy i Jimmy «De veritat que vull dir-li, és la meva millor amiga», «Ja saps que no podem». Milly veu a Jimmy esmunyint-se de l'habitació de Miss Dorothy després del que sembla una cita nocturna; i, confusa i horroritzada, Millie decideix que mai més no vol tornar a tenir res a veure amb en Jimmy.
II Acte

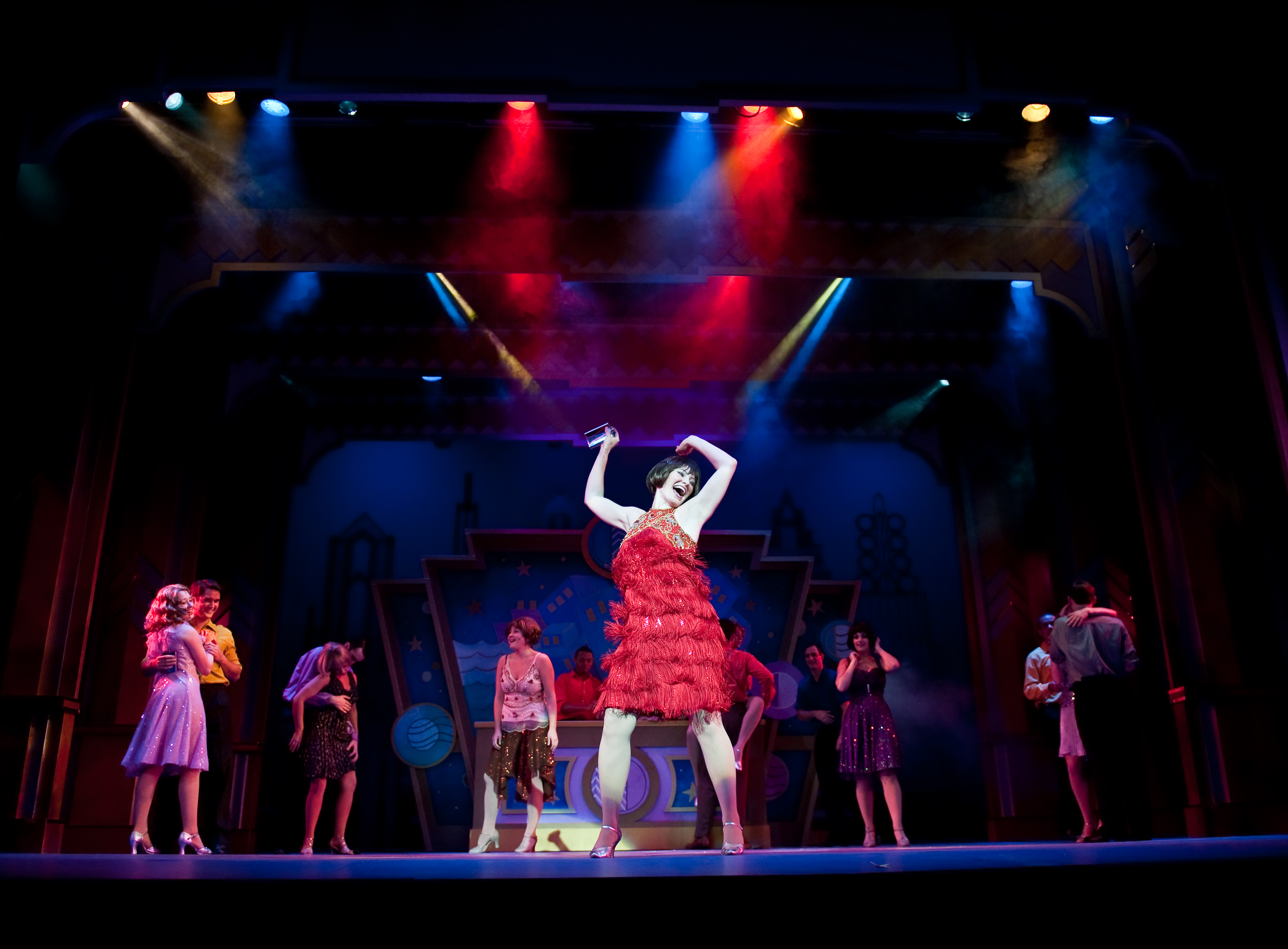

A Sincere Trust, Millie explica a la resta de mecanògrafes que ha "acabat del tot" amb en Jimmy, tot i que s'adona que segueix enamorada d'ell; i les noies la intenten convèncer que el deixi estar («Forget About the Boy»). Millie intenta posar més convicció en casar-se amb en Graydon, però quan Dorothy va a visitar a Millie a la feina, Mr. Graydon se sent atret per ella immediatament («Ah! Sweet Mystery of Life»/«Falling in Love with Someone»); i tots dos es citen per a després. Mentre que Millie veu com s'esfumen les seves oportunitats, Jimmy apareix per la finestra i li demana per anar a sopar. Ella li diu que s'ho vol pensar, i accepta. («I Turned the Corner»/«Falling in Love with Someone» Reprise).
Jimmy finalment declara els seus seniments a Millie mentre que renten els plats per pagar el compte al Cafe Society, un ostentós speakeasy. Millie està confosa davant els seus sentiments cap a Jimmy i el seu desig de no ser pobre, i inicialment li diu que no. Se'm va corrent a veure a Muzzy, que li diu que està boja per deixar anar el seu amor veritable pels diners. Li explica la història de com va conèixer el seu darrer marit, un suposadament pobre però bon jan que li va regalar un collaret de vidres verd. Independentment de la seva fortuna, va enamorar-se d'ell, i més tard va descobrir que el collaret era de maragdes. Millie reconsidera els seus sentiments i decideix que preferiria tenir un amor de vidres verds amb Jimmy («Gimme, Gimme»).
Quan torna a Jimmy, es troben amb Mr. Graydon, que els diu que Miss Dorothy l'ha deixat plantat. Els explica que Mrs. Meers li ha dit que Miss Dorothy ha deixat l'hotel. Quan Millie recorda que altres noies també han abandonat l'hotel de cop i volta i que totes elles eren orfes, Millie, Jimmy i Mr. Graydon s'adonen de les intrigues de Mrs. Meers. Convencen a Muzzy perquè es faci passar per una nova orfe per tal d'enredar a Mrs. Meers. Aquesta s'empassa l'ham, i s'esposa com el cervell de la tracta d'esclaves, i la porten a la comissaria de policia. Mentrestant, Ching Ho ha rescatat a Miss Dorothy i aquesta s'ha enamorat d'ell.
Es reuneixen a casa de Muzzy («Long as I'm Here with You»). Jimmy proposa matrimoni a Millie i, tot i que ell és pobre, accepta, "perquè si és matrimoni el que vull, amor és tot el que tindré amb ell". («Gimme Gimme»)Llavors Jimmy confessa que en realitat és Herbert J. van Hossmere III, el fillastre de Muzzy, i un dels solters més cobejats al món; i Miss Dorothy confessa que és la seva germana, una hereva anomenada Dorothy Carnegie Mellon Vanderbilt Rockefeller van Hossmere, i no acaba amb el consternat Trevor Graydon, sinó que amb Ching Ho. Muzzy havia fet que Jimmy i Dorothy deixessin les riqueses familiars i els havia enviat a veure món per tal que poguessin aprendre que si realment els agradaria viure una vida sense diners. Tant Jimmy con Dorothy s'havien canviat el nom per evitar ser objectiu de caçadors de riqueses. En un aparellament final, Bun Foo entra a treballar com a mecanògraf amb Graydon després de dir-li que pot escriure 50 paraules per minut. Com a final feliç del musical, Bun Foo i Ching Ho es reuneixen a Nova York amb la seva mare («Thoroughly Modern Millie» Reprise).

## Cançons
Les cançons són de Tesori i Scanlan, excepte quan s'indiqui una altra cosa.
| I Acte - Overture — Orquestra - Not for the Life of Me — Millie - Thoroughly Modern Millie — Millie i Ensemble (Lletres de Sammy Cahn, Música de Jimmy Van Heusen) - Not for the Life of Me (Tag) — Millie i les Noies de l'Hotel - How the Other Half Lives — Millie i Miss Dorothy - How the Other Half Lives (reprise) - Millie i Miss Dorothy - Not for the Life of Me (Reprise) — Bun Foo i Ching Ho - The Speed Test — Trevor Graydon, Millie, Mecanògrafes (música de la cançó "My Eyes Are Fully Open" de Ruddigore i Gilbert i Sullivan) - They Don't Know — Mrs. Meers - The Nuttycracker Suite (derivada de música de Pyotr Ilyich Tchaikovsky) - What Do I Need with Love? - Jimmy - Only in New York — Muzzy - Jimmy — Millie (Lletres de Jay Thompson (i Scanlan), Música de Thompson (i Tesori) | II Acte - Entr'acte — Orquestra - Forget About the Boy — Millie, Miss Flannery, Mecanògrafes - Ah! Sweet Mystery of Life/Falling in Love with Someone — Trevor Graydon i Miss Dorothy (lletres de Rida Johnson Young, Música de Victor Herbert de Naughty Marietta) - I Turned the Corner/Falling in Love with Someone (Reprise) — Millie, Jimmy, Miss Dorothy, Trevor Graydon ("I'm Falling in Love with Someone" de Naughty Marrietta) - Muqin — Mrs. Meers, Bun Foo, Ching Ho (Lletres de Sam M. Lewis, Joe Young, Walter Donaldson i Scanlan, Música de Donaldson) - Long as I'm Here with You — Muzzy i Muzzy's Boys (Incorpora "Not For the Life of Me") - Gimme Gimme — Millie - The Speed Test (Reprise) — Millie, Trevor Greydon, Jimmy - Ah! Sweet Mystery (Reprise) — Miss Dorothy i Ching Ho - Thoroughly Modern Millie (Reprise) — Companyia |

RCA Victor va editar el CD del repartiment original de Broadway.

## Produccions

### Broadway
Michael Mayer, va organitzar diversos tallers a Nova York durant 1999, hi va participar, entre d'altres Kristin Chenoweth, Marc Kudisch i Beatrice Arthur.
De l'octubre al desembre del 2000 se'n van fer proves fora de la ciutat al teatre La Jolla Playhouse de la Universitat de California, a San Diego. Kristin Chenoweth no va continuar amb el paper de Millie per tal de rodar la seva pròpia sitcom. Va ser substituïda pel Erin Dilly, però abans de les prèvies, el seu suplent Sutton Foster va ser escollida.
El musical s'estrenà al Marquis Theatre de Broadway el 18 d'abril del 2002 al 20 de juny de 2004 amb un petit miler de representacions. Dirigida per Michael Mayer i coreografiada per Rob Ashford. El repartiment original incloïa Sutton Foster com Millie, Marc Kudisch com Trevor, Angela Christian com Miss Dorothy, Gavin Creel com Jimmy, Harriet Sansom Harris com Mrs. Meers, Sheryl Lee Ralph com Muzzy Van Hossmere, Ken Leung com Ching Ho, Francis Jue com Bun Foo i Anne L. Nathan com Miss Flannery.
La producció original de Broadway va guanyar sis Premis Tony i cinc Premis Drama Desk, incloent-hi els de Millor Musical en ambdues cerimònies.

### Londres
El 2003, l'equip creatiu es reuní de nou per portar-lo al Shaftesbury Theatre del West End Londinenc. Començà les prèvies l'11 d'octubre i s'estrenà el 21 d'octubre. La protagonitzà la televisiva Amanda Holden, amb Maureen Lipman i Marti Webb alternant-se com a Mrs. Meers i Sheila Ferguson com a Muzzy Van Hossmere. Quan Webb se'n va anar per participar en Tell Me On a Sunday, Mrs. Meers va ser interpretada per Anita Dobson, i quan Holden va haver d'abandonar el show per malaltia, la seva suplent Donna Steele va interpretar el personatge principal. Va ser lloada per la seva interpretació. Malgrat les bones crítiques, Thoroughly Modern Millie no va engrescar massa el públic anglès i tancà el 26 de juny de 2004.

## Premis i nominacions

### Producció Original de Broadway
| Any  | Premi            | Categoria                                         | Nominat                       | Resultat  |
| ---- | ---------------- | ------------------------------------------------- | ----------------------------- | --------- |
| 2002 | Premi Drama Desk | Musical Més Destacat                              | Musical Més Destacat          | GUANYADOR |
| 2002 | Premi Drama Desk | Llibret de Musical Més Destacat                   | Dick Scanlan i Richard Morris | nominat   |
| 2002 | Premi Drama Desk | Actriu de Musical Més Destacada                   | Sutton Foster                 | GUANYADOR |
| 2002 | Premi Drama Desk | Actor de Repartiment Més Destacat en un Musical   | Marc Kudisch                  | nominat   |
| 2002 | Premi Drama Desk | Actriu de Repartiment Més Destacada en un Musical | Harriet Sansom Harris         | GUANYADOR |
| 2002 | Premi Drama Desk | Director de Musical Més Destacat                  | Michael Mayer                 | GUANYADOR |
| 2002 | Premi Drama Desk | Coreografia Més Destacada                         | Rob Ashford                   | nominat   |
| 2002 | Premi Drama Desk | Orquestracions Més Destacades                     | Doug Besterman i Ralph Burns  | GUANYADOR |
| 2002 | Premi Drama Desk | Lletres Més Destacades                            | Dick Scanlan                  | nominat   |
| 2002 | Premi Drama Desk | Música Més Destacada                              | Jeanine Tesori                | nominat   |
| 2002 | Premi Drama Desk | Escenografia Més Destacada                        | David Gallo                   | nominat   |
| 2002 | Premi Drama Desk | Vestuari Més Destacat                             | Martin Pakledinaz             | nominat   |
| 2002 | Premi Tony       | Millor Musical                                    | Millor Musical                | GUANYADOR |
| 2002 | Premi Tony       | Millor Llibret de Musical                         | Dick Scanlan i Richard Morris | nominat   |
| 2002 | Premi Tony       | Millor Actor Protagonista de Musical              | Gavin Creel                   | nominat   |
| 2002 | Premi Tony       | Millor Actriu Protagonista de Musical             | Sutton Foster                 | GUANYADOR |
| 2002 | Premi Tony       | Millor Actor de Repartiment de Musical            | Marc Kudisch                  | nominat   |
| 2002 | Premi Tony       | Millor Actriu de Repartiment de Musical           | Harriet Sansom Harris         | GUANYADOR |
| 2002 | Premi Tony       | Millor Direcció de Musical                        | Michael Mayer                 | nominat   |
| 2002 | Premi Tony       | Millor Coreografia                                | Rob Ashford                   | GUANYADOR |
| 2002 | Premi Tony       | Millors Orquestracions                            | Doug Besterman i Ralph Burns  | GUANYADOR |
| 2002 | Premi Tony       | Millor Banda Sonora                               | Jeanine Tesori i Dick Scanlan | nominat   |
| 2002 | Premi Tony       | Millor Vestuari                                   | Martin Pakledinaz             | GUANYADOR |

### Producció Original de Londres
| Any  | Premi                  | Categoria                | Nominat        | Resultat |
| ---- | ---------------------- | ------------------------ | -------------- | -------- |
| 2004 | Premi Laurence Olivier | Millor Musical           | Millor Musical | nominat  |
| 2004 | Premi Laurence Olivier | Millor Actriu de Musical | Amanda Holden  | nominada |
| 2004 | Premi Laurence Olivier | Millor Actriu de Musical | Maureen Lipman | nominada |